# ル・テレグラム
『ル・テレグラム』（Le Télégramme）は、フランス、フィニステール県モルレーのブルターニュに位置するフランス語の日刊紙。

## 歴史
この新聞は、1944年6月6日のノルマンディー上陸作戦でドイツが撤退した後に、1944年9月12日にフランスのレジスタンスによって設立された。この新聞は、フィニステール、コート＝ダルモール、及びブルターニュの他の地域で配布されている。